# المصيدة (برنامج تلفزيوني)
المصيدة، برنامج مسابقات ترفيهي. هو النسخة العربية من برنامج المسابقات الأميركى Who's Still Standing. المسؤولة عن بيع وترويج حقوقه عالميا هي شركة إن بي سي يونيفرسال الأمريكية.
انطلقت المسابقة في 23 تشرين الأول 2013 على قناة ام بي سي 1 وهو من تقديم المذيع السعودي بدر آل زيدان. وتم تسجيل حلقاته في مدينة كوالا لمبور في ماليزيا. الجائزة الكبرى المقدمة يبلغ قدرها مليون ريال سعودي.

## فكرة البرنامج
بكل حلقة هناك مشترك رئيسي يقف في وسط المسرح، مهمته مواجهة عشرة متحدين، كل منهم على حدى، وذلك من خلال مباريات ثنائية، يتنافسان خلالها في الإجابة على سلسلة من أسئلة المعلومات العامة متتالية توجه إلى المشترك ونظيره المتحدي بالتناوب، ضمن فترة زمنية وجيزة قدرها 30 ثانية. يمكن اللمتسابق أن بقول أي جواب بخطر على باله ضمن المدة المحددة إلى أن يتوصل وينطق بلإجابة الصحيحة.
لكل من المشتركين العشرة منهما أمامه شاشة، وخلف كل واحدة مبلغ، لا يعلم أي منهما قيمة هذا المبلغ إلا إلى أن يسقط أحدهما الآخر ليكشف المبلغ، أما بالنسبة للعشرة مشتركين فلكل منهما أمامه شاشة، وخلف كل واحدة مبلغ مالي معين، لا يعلم أي منهما قيمة هذا المبلغ إلا إلى أن يسقط أحدهما الآخر ليكشف المبلغ. هذا المبلغ إما يصبح من نصيب المشترك الرئيسي الذي سيضاف إلى رصيده، أو يربحه المتحدي ويسقط المشترك الرئيسي. المبالغ الموجودة خلف الشاشات مكررة مرتين بسبب وجود خمسة مشتركين من جهة وخمسة من الجهة الأخرى. المبالغ هي التالية:
| 30.000 ر.س                  | 30.000 ر.س |
| 20.000 ر.س                  | 20.000 ر.س |
| 10.000 ر.س                  | 10.000 ر.س |
| 1.000 ر.س                   | 1.000 ر.س  |
| 1 ر.س                       | 1 ر.س      |
| المجموع: 122.002 ريال سعودي |            |

تفتح الهوة بشكل مفاجئ تحت قدمي الشخص الذي يفشل في تقديم الإجابة الصحيحة أو التأخر بإعطائها، خلال الفترة الزمنية المحددة، وبالتالي يسقط في الهوة ويخرج من المسابقة دون أي شيء.
يوجد وسيلتا مساعدة متوفرة فقط للمشترك الرئيسي وهما إمكانية تمرير السؤال للمنافس باستخدام كلمة «باس» الذي عليه الإجابة على السؤال أو يسقط ويغادر. تضاف إمكانية تمرير وحيدة أخرى ولكن بعد أن يسقط سبعة متحدين له.
كما بمكن للمشترك الرئيسي الانسحاب ولكن ذلك ممكن فقط بعد أن يسقط خمسة متحدين، وهنا يأخذ نصف الرصيد الذي جمعه. إذا أراد أن يأخذ كامل الرصيد عليه إسقاط سبعة منافسين.

## المشتركين الرئيسيين
| الحلقة             | المشترك         | الرصيد الذي جمعه    | الرصيد الذي أخذه     | أسقط     |
| ------------------ | --------------- | ------------------- | -------------------- | -------- |
| الأولى 2013.10.23  | فوزي الغوضي     | 61.001 ريال سعودي   | 30.500.50 ريال سعودي | 5 متحدين |
| الأولى 2013.10.23  | أمل راشد        | 91.002 ريال سعودي   | 91.002 ريال سعودي    | 8 متحدين |
| الثانية 2013.10.30 | باهي أحمد       | 42.002 ريال سعودي   | 42.002 ريال سعودي    | 7 متحدين |
| الثالثة 2013.11.06 | ليث المنصور     | 92.002 ريال سعودي   | 92.002 ريال سعودي    | 8 متحدين |
| الرابعة 2013.11.13 | سلطان الصالحي   | 32.002 ريال سعودي   | لا شيء               | 6 متحدين |
| الرابعة 2013.11.13 | منال منا        | 51.000 ريال سعودي   | لا شيء               | 4 متحدين |
| الخامسة 2013.11.20 | أنيس بواب       | 92.001 ريال سعودي   | 92.001 ريال سعودي    | 8 متحدين |
| الخامسة 2013.11.20 | حنان عبد القادر | 70.001 ريال سعودي   | 35.000.50 ريال سعودي | 5 متحدين |
| السادسة 2013.11.27 | ريم طه          | 71.001 ريال سعودي   | 35.501.50 ريال سعودي | 5 متحدين |
| السادسة 2013.11.27 | طارق إسماعيل    | 50.002 ريال سعودي   | 25.001 ريال سعودي    | 5 متحدين |
| السابعة 2013.12.04 | عبد الحميد جاد  | 52.002 ريال سعودي   | 52.002 ريال سعودي    | 7 متحدين |
| السابعة 2013.12.04 | يسر تقي         | 60.002 ريال سعودي   | لا شيء               | 4 متحدين |
| الثامنة 2013.12.11 | زياد عكلية      | 112.002 ريال سعودي  | 112.002 ريال سعودي   | 8 متحدين |
| الثامنة 2013.12.11 | عبير إبراهيم    | سيارة فورد أكسبلورر | لا شيء               | 1 متحدي  |

### المشتركين المنافسيين الذين فازوا وأسقطوا المشترك الرئيسي
| الحلقة      | الوقت      | المشترك المنافس الفائز | الرصيد الذي أخذه  | المشترك الرئيسي الذي اسقطه |
| ----------- | ---------- | ---------------------- | ----------------- | -------------------------- |
| الرابعة     | 2013.11.13 | نافع الزبيدي           | 30.000 ريال سعودي | سلطان الصالحي              |
| الرابعة     | 2013.11.13 | مؤيد يوسف              | 20.000 ريال سعودي | منال منا                   |
| السابعة     | 2013.12.04 | مجيد حميد              | 1.000 ريال سعودي  | يسر تقي                    |
| الثامنة     | 2013.12.11 | سمير الرحماني          | 1 ريال سعودي      | عبير إبراهيم               |
| التاسعة     | 2013.11.18 | وليد برديسي            | 10.000 ريال سعودي | سامي زيتون                 |
| الحادية عشر | 2014.01.01 | علاء أبو سمرة          | 1 ريال سعودي      | علاء عوض                   |